# Gaspard Vallette
Gaspard Vallette (Jussy, 13 mei 1865 - Préfargier, 6 augustus 1911) was een Zwitsers journalist, schrijver, redacteur en onderwijzer. 

## Biografie

### Afkomst en opleiding
Gaspard Vallette was een zoon van Jean-Jacques Louis Vallette, die een geestelijke was, en van Marie-Emma Duvillard. Hij studeerde letteren (1883-1885) en rechten (1885-1888) aan de Universiteit van Genève. Hij maakte diverse reizen doorheen Europa.
Van 1895 tot 1898 was hij leraar Franse literatuur aan het Calvijncollege in Genève. Hij vertaalde werk van Arthur Schnitzler naar het Frans, zoals bijvoorbeeld diens boek Sterben (Mourir, 1896).

### Schrijver en journalist
Van 1898 tot 1903 was Vallette hoofdredacteur van La Suisse. Als Geneefse correspondent voor de Neue Zürcher Zeitung werkte hij samen met diverse titels, zoals bijvoorbeeld La Semaine littéraire (waar hij een maandelijkse kroniek publiceerde onder het pseudoniem Chanteclair) en de Gazette de Lausanne. 
Zijn werk, dat voornamelijk uit artikelen bestaat, behandelt voornamelijk historische en patriottische thema's. Voorbeelden van zijn werk zijn Croquis de route (1903) en Jean-Jacques Rousseau genevois (1911). De bergen vormden daarbij vaak het uitgangspunt vormen van zijn reflecties.
Vallette was een goede vriend van Philippe Monnier.

## Trivia
- In Genève werd in 1913 een straat vernoemd naar Valette, de Avenue Gaspard-Vallette.[1]

## Onderscheidingen
- Doctor honoris causa aan de Universiteit van Genève (1909)

- Base de données des élites suisses: 62560
- Bibliothèque nationale de France: cb12135662n (data)
- Gemeinsame Normdatei: 1045784672
- Historisch woordenboek van Zwitserland: 016012
- International Standard Name Identifier: 0000 0001 2140 1258
- Library of Congress Control Number: n2011048761
- Nationale Bibliotheek van Polen: a0000001139774
- Nederlandse Thesaurus van Auteursnamen: 285516442
- Système universitaire de documentation: 02980941X
- Virtual International Authority File: 76351822
- WorldCat: E39PBJfRycTrKQjqJQVBqwF7pP